# گل‌کوب دمگاه‌طلایی
گل‌کوب دمگاه‌طلایی (نام علمی: Dicaeum annae) نام یک گونه از سرده گل‌کوب‌های اصلی است.